# Division I 1989-1990
La Division I 1989-1990 è stata la 87ª edizione della massima serie del campionato belga di calcio disputata tra il settembre 1989 e il maggio 1990 e conclusa con la vittoria del Club Bruges, al suo ottavo titolo.
Capocannoniere del torneo fu Frank Farina (Club Bruges), con 24 reti.

## Formula
Come nella stagione precedente le squadre partecipanti furono 18 e disputarono un turno di andata e ritorno per un totale di 34 partite.
Le ultime 2 classificate retrocedettero in Division 2.
Le società ammesse alle coppe europee furono cinque: la squadra campione si qualificò alla Coppa dei Campioni 1990-1991, altre tre alla Coppa UEFA 1990-1991 e la vincitrice della coppa nazionale alla Coppa delle Coppe 1990-1991.

## Classifica finale
|    | Classifica        | G  | V  | N  | P  | GF | GS | Dif | Pt |
| -- | ----------------- | -- | -- | -- | -- | -- | -- | --- | -- |
| 1  | Club Bruges       | 34 | 25 | 7  | 2  | 76 | 19 | 57  | 57 |
| 2  | Anderlecht        | 34 | 24 | 5  | 5  | 76 | 21 | 55  | 53 |
| 3  | KV Mechelen       | 34 | 19 | 12 | 3  | 65 | 14 | 51  | 50 |
| 4  | Anversa           | 34 | 15 | 13 | 6  | 63 | 32 | 31  | 43 |
| 5  | Standard Liegi    | 34 | 16 | 10 | 8  | 54 | 33 | 21  | 42 |
| 6  | Gent              | 34 | 12 | 12 | 10 | 46 | 38 | 8   | 36 |
| 7  | KV Kortrijk       | 34 | 13 | 7  | 14 | 39 | 46 | -7  | 33 |
| 8  | Beerschot VAV     | 34 | 11 | 10 | 13 | 34 | 47 | -13 | 32 |
| 9  | Cercle Brugge     | 34 | 12 | 7  | 15 | 46 | 47 | -1  | 31 |
| 10 | Lierse            | 34 | 11 | 6  | 17 | 42 | 66 | -24 | 28 |
| 11 | KSC Lokeren       | 34 | 9  | 10 | 15 | 34 | 66 | -32 | 28 |
| 12 | RFC de Liège      | 34 | 8  | 12 | 14 | 35 | 45 | -10 | 28 |
| 13 | Germinal Ekeren   | 34 | 10 | 7  | 17 | 38 | 52 | -14 | 27 |
| 14 | Charleroi         | 34 | 9  | 9  | 16 | 41 | 56 | -15 | 27 |
| 15 | Sint-Truidense VV | 34 | 8  | 11 | 15 | 25 | 45 | -20 | 27 |
| 16 | KSV Waregem       | 34 | 8  | 9  | 17 | 35 | 64 | -29 | 25 |
| 17 | KSK Beveren       | 34 | 8  | 8  | 18 | 31 | 57 | -26 | 24 |
| 18 | KRC Mechelen      | 34 | 5  | 11 | 18 | 29 | 61 | -32 | 21 |

### Verdetti
- Club Brugge campione del Belgio 1989-90.
- KSK Beveren e KRC Mechelen retrocesse in Division II.